# Sławomir Kopyciński
Sławomir Piotr Kopyciński (ur. 29 grudnia 1975 w Kielcach) – polski polityk, samorządowiec, poseł na Sejm VI i VII kadencji.

## Życiorys
Uzyskał tytuł zawodowy magistra ekonomii i administracji na Wydziale Politologii i Nauk Społecznych Wyższej Szkoły Pedagogicznej w Kielcach.
W 1997 wstąpił do Socjaldemokracji RP i został przewodniczącym jej koła w Kielcach. W latach 1998–2006 zasiadał w kieleckiej radzie miejskiej, zaś w wyborach samorządowych w 2006 został wybrany do sejmiku świętokrzyskiego, którego był wiceprzewodniczącym. Od 1999 pełnił funkcję przewodniczącego świętokrzyskiej rady wojewódzkiej Sojuszu Lewicy Demokratycznej.
W wyborach parlamentarnych w 2007 uzyskał mandat poselski. Kandydując w okręgu kieleckim z listy Lewicy i Demokratów, otrzymał 8778 głosów. W kwietniu 2008 zasiadł w klubie Lewica (we wrześniu 2010 przemianowanym na klub SLD). W wyborach w 2011 uzyskał reelekcję, otrzymując 7003 głosy. Jeszcze przed rozpoczęciem nowej kadencji Sejmu zadeklarował przystąpienie w niej do klubu Ruchu Palikota, opuszczając SLD. W 2012 wstąpił do partii, a po jej przekształceniu w 2013 został działaczem Twojego Ruchu. W wyborach do Parlamentu Europejskiego w 2014 bezskutecznie ubiegał się o mandat w okręgu małopolsko-świętokrzyskim, uzyskując 2123 głosy. W lutym 2015 stanął na czele świętokrzyskich struktur partii, zaś w następnym miesiącu zrezygnował z funkcji wiceprzewodniczącego klubu poselskiego TR i następnie opuścił ugrupowanie. W czerwcu tego samego roku złożył wniosek o rejestrację partii Biało-Czerwoni, zostając jej skarbnikiem. Nie ubiegał się o poselską reelekcję w wyborach w tym samym roku.